# Harts (Virginia Occidental)
Harts es un lugar designado por el censo ubicado en el condado de Lincoln en el estado estadounidense de Virginia Occidental. En el Censo de 2010 tenía una población de 656 habitantes y una densidad poblacional de 27,19 personas por km².

## Geografía
Harts se encuentra ubicado en las coordenadas 38°2′49″N 82°7′46″O / 38.04694, -82.12944. Según la Oficina del Censo de los Estados Unidos, Harts tiene una superficie total de 24.12 km², de la cual 23.78 km² corresponden a tierra firme y (1.44%) 0.35 km² es agua.

## Demografía
Según el censo de 2010, había 656 personas residiendo en Harts. La densidad de población era de 27,19 hab./km². De los 656 habitantes, Harts estaba compuesto por el 99.24% blancos, el 0% eran afroamericanos, el 0% eran amerindios, el 0.15% eran asiáticos, el 0% eran isleños del Pacífico, el 0% eran de otras razas y el 0.61% pertenecían a dos o más razas. Del total de la población el 0.76% eran hispanos o latinos de cualquier raza.